# Per-Mathias Høgmo
Per-Mathias Høgmo (ur. 1 grudnia 1959 w Gratangen) – norweski piłkarz występujący na pozycji napastnika. Trener piłkarski. Od 2025 trener norweskiego klubu Molde FK.

## Kariera piłkarska
Høgmo karierę rozpoczynał w zespole Gratangen IL. Następnie grał w FK Mjølner, a w 1984 roku został graczem drugoligowego Tromsø IL. W trakcie sezonu 1985 odszedł stamtąd do szwedzkiego pierwszoligowca, IFK Norrköping. Występował tam do końca sezonu, a potem wrócił do Tromsø, grającego w pierwszej lidze. W sezonie 1986 zdobył z nim Puchar Norwegii, a w 1989 roku zakończył karierę.

## Kariera trenerska
W 1989 roku Høgmo został grającym trenerem zespołu Gratangen IL. Następnie prowadził Tromsdalen UIL, pierwszoligowy Tromsø IL, Fossum IF, Moss FK, z którym w sezonie 1995 awansował z drugiej ligi do pierwszej, a także reprezentację Norwegii na szczeblach U-19, U-15, U-16 oraz U-17.
W 1997 roku Høgmo został selekcjonerem reprezentacji Norwegii kobiet. W 1999 roku poprowadził ją na Mistrzostwach Świata, zakończonych przez Norweżki na 4. miejscu. Z kolei w 2000 roku prowadzona przez niego kadra zdobyła złoty medal Letnich Igrzysk Olimpijskich. Po tym osiągnięciu przestał być trenerem reprezentacji.
Przez kolejne 3 lata trenował kadrę Norwegii U-21. Następnie był szkoleniowcem Tromsø oraz Rosenborga oraz od 2009 roku ponownie Tromsø. W sezonie 2011 wywalczył z nim wicemistrzostwo Norwegii, a w sezonie 2012 dotarł do finału Pucharu Norwegii. Wtedy też odszedł z klubu.
Potem prowadził szwedzki Djurgårdens IF, a we wrześniu 2013 roku został selekcjonerem pierwszej reprezentacji Norwegii. W roli tej zadebiutował 11 października 2013 w przegranym 0:3 meczu eliminacji Mistrzostw Świata 2014 ze Słowenią, rozegranym w Mariborze. Drużynę Norwegii doprowadził do końca eliminacji tamtego turnieju, na który jednak nie awansowała. Prowadził ją także w eliminacjach Mistrzostw Europy 2016, na które również nie awansowała, po przegranych barażach z Węgrami.